# Revolutions
Revolutions – album Jeana-Michela Jarre’a z 1988 roku.
Charakteryzuje się między innymi industrialnym brzmieniem (np. wstęp do pierwszej części „Industrial revolution”, gdzie słychać maszynę parową lub koparkę) i orientalnymi motywami muzycznymi („Tokyo kid”). Utwór „Revolution-Revolutions”, rytmiką przypomina techno, a w „September” pojawiają się dziecięce chórki.
Album jest dedykowany „dzieciom rewolucji”, przy czym chodzi o rewolucję techniczną, która dzieje się na naszych oczach.

## Lista utworów

### Wydanie oryginalne z 1988
1. „Industrial Revolution Ouverture” - 5:20
2. „Industrial Revolution Part 1” - 5:08
3. „Industrial Revolution Part 2” - 2:18
4. „Industrial Revolution Part 3” - 3:47
5. „London Kid” (Jean-Michel Jarre, Hank Marvin) - 4:34
6. „Revolutions” - 5:01
7. „Tokyo Kid” - 5:22
8. „Computer Weekend” - 5:00
9. „September” - 3:52
10. „The Emigrant” - 3:56

### Wydanie zremasterowane z 1991
1. „Industrial Revolution Overture” - 5:20
2. „Industrial Revolution Part 1” - 5:08
3. „Industrial Revolution Part 2” - 2:18
4. „Industrial Revolution Part 3” - 4:47
5. „London Kid” - 4:34
6. „Revolution, Revolutions” - 4:55
7. „Tokyo Kid” - 5:18
8. „Computer Weekend” - 4:38
9. „September” - 3:52
10. „The Emigrant” - 4:05